# L'ammazzatina
L'ammazzatina è un film del 1974, diretto da Ignazio Dolce, tratto dal romanzo Folle à lier di Ange Bastiani.

## Trama
Il barone siciliano Mimì Galluzzo potrà godere dell'eredità del suocero defunto a due condizioni: la moglie accetti il testamento e che ci sia un documento compromettente da consegnare alla mafia. Il prezioso "dossier" è in realtà nelle mani della vedova Maria Camerò, disposta a venderlo solo se Mimi la sposa. Rosalba, ossessionata dall'assenza di un bambino, improvvisamente impazzisce e viene ricoverata in una clinica. Don Mimì tenta, con l'aiuto del barone Langatta e dell'infermiere della clinica dove è ricoverata Rosalba, di liberarsi della moglie. Si ritroverà invece senza aver raggiunto il suo obiettivo, coinvolto in un'oscura serie di delitti.